# Недбалкі (Вармінсько-Мазурське воєводство)
Недбалкі (пол. Niedbałki, нім. Lotterbach) — село в Польщі, у гміні Пененжно Браневського повіту Вармінсько-Мазурського воєводства.
Населення — 44 особи (2011).
У 1975-1998 роках село належало до Ельблонзького воєводства.

## Демографія
Демографічна структура станом на 31 березня 2011 року:
|          | Загалом | Допрацездатний вік | Працездатний вік | Постпрацездатний вік |
| -------- | ------- | ------------------ | ---------------- | -------------------- |
| Чоловіки | 19      | 7                  | 10               | 2                    |
| Жінки    | 25      | 10                 | 10               | 5                    |
| Разом    | 44      | 17                 | 20               | 7                    |